# Kedai Gedang
Kedai Gedang is een bestuurslaag in het regentschap Tapanuli Tengah van de provincie Noord-Sumatra, Indonesië. Kedai Gedang telt 1540 inwoners (volkstelling 2010).